# Alena Vrzáňová
Alena "Ája" Vrzáňová (pronuncia [ˈalɛna ˈaːja ˈvr̩zaːɲovaː]); (Praga, 16 de maio de 1931-30 de julho de 2015) foi uma ex-patinadora artística tcheca, que competiu representando a Tchecoslováquia. Ela foi bicampeã do Campeonato Mundial (1949 e 1950) e campeão do Campeonato Europeu (1950).

## Principais resultados
| Resultados                                            | Resultados      | Resultados      | Resultados        | Resultados       | Resultados      | Resultados    | Resultados    | Resultados    | Resultados    | Resultados    | Resultados    | Resultados    |
| Internacional                                         | Internacional   | Internacional   | Internacional     | Internacional    | Internacional   | Internacional | Internacional | Internacional | Internacional | Internacional | Internacional | Internacional |
| Evento/Temporada                                      | 1945– 1946      | 1946– 1947      | 1947– 1948        | 1948– 1949       | 1949– 1950      |               |               |               |               |               |               |               |
| ----------------------------------------------------- | --------------- | --------------- | ----------------- | ---------------- | --------------- | ------------- | ------------- | ------------- | ------------- | ------------- | ------------- | ------------- |
| Jogos Olímpicos                                       |                 |                 | 5.ª               |                  |                 |               |               |               |               |               |               |               |
| Campeonato Mundial                                    |                 | 7.ª             | 5.ª               | Medalha de ouro  | Medalha de ouro |               |               |               |               |               |               |               |
| Campeonato Europeu                                    |                 | 6.ª             | Medalha de bronze | Medalha de prata | Medalha de ouro |               |               |               |               |               |               |               |
| Nacional                                              |                 |                 |                   |                  |                 |               |               |               |               |               |               |               |
| Campeonato Tchecoslovaco                              |                 | Medalha de ouro | Medalha de ouro   | Medalha de ouro  | Medalha de ouro |               |               |               |               |               |               |               |
| Campeonato Tchecoslovaco – Júnior                     | Medalha de ouro |                 |                   |                  |                 |               |               |               |               |               |               |               |
|                                                       |                 |                 |                   |                  |                 |               |               |               |               |               |               |               |
| Legenda: Competição não foi disputada nesta temporada |                 |                 |                   |                  |                 |               |               |               |               |               |               |               |